# Station Łukowice Brzeskie
Station Łukowice Brzeskie is een spoorwegstation in de Poolse plaats Łukowice Brzeskie.